# Пеуляска (Мічешть, Арджеш)
Пеуляска (рум. Păuleasca) — село у повіті Арджеш в Румунії. Входить до складу комуни Мічешть.
Село розташоване на відстані 116 км на північний захід від Бухареста, 15 км на північ від Пітешть, 110 км на північний схід від Крайови, 94 км на південний захід від Брашова.

## Населення
За даними перепису населення 2002 року у селі проживали 854 особи, усі — румуни. Усі жителі села рідною мовою назвали румунську.